# Rektorzy Uniwersytetu Opolskiego

## Wyższa Szkoła Pedagogiczna w Opolu
| L.p. | Lata      | Tytuły naukowe, imię i nazwisko                  | Informacje dodatkowe                                                                  |
| ---- | --------- | ------------------------------------------------ | ------------------------------------------------------------------------------------- |
| *    | 1954      | dr Witold Kruk-Ołpiński                          | Psycholog                                                                             |
| 1    | 1954–1956 | prof. dr hab. Jan Zborowski                      | Pedagog                                                                               |
| 2    | 1956–1959 | prof. dr hab. Stanisław Kolbuszewski             | Filolog polski, specjalizujący się w literaturoznawstwie                              |
| 3    | 1959–1961 | prof. dr hab. Antoni Opolski                     | Fizyk, specjalizujący się w astronomii i astrofizyce                                  |
| *    | 1961–1962 | doc. dr Maurycy Horn                             | Historyk                                                                              |
| 4    | 1962–1966 | prof. dr hab. Jerzy Słupecki                     | Matematyk, specjalizujący się w logice                                                |
| 5    | 1966–1968 | prof. dr hab. Maurycy Horn                       | Historyk, specjalizujący się w historii średniowiecza i historii nowożytnej.          |
| *    | 1968–1968 | prof. dr hab. Andrzej Zięba                      | Prorektor, p.o. Rektora                                                               |
| *    | 1968–1969 | doc. dr Jan Seredyka doc. dr Zbigniew Romanowicz | Prorektorzy, p.o. Rektora                                                             |
| 6    | 1969–1972 | prof. dr hab. Jan Seredyka                       | Historyk, specjalizujący się w historii nowożytnej                                    |
| 7    | 1972–1981 | prof. dr hab. Tadeusz Gospodarek                 | Socjolog, specjalizujący się w socjologii kultury                                     |
| 8    | 1981–1984 | prof. dr hab. Marian Adamus                      | Filolog, specjalizujący się w językoznawstwie angielskim i językoznawstwie niemieckim |
| 9    | 1984–1990 | prof. dr hab. Stanisław Kochman                  | Filolog, specjalizujący się w językoznawstwie słowianskim                             |
| 10   | 1990–1994 | prof. dr hab. Jerzy Pośpiech                     | Filolog polski                                                                        |

(*)- pełniący obowiązki rektora

## Uniwersytet Opolski
| L.p. | Lata      | Tytuły naukowe, imię i nazwisko   | Informacje dodatkowe                                                           |
| ---- | --------- | --------------------------------- | ------------------------------------------------------------------------------ |
| 1    | 1994–1995 | prof. dr hab. Jerzy Pośpiech      | Filolog polski                                                                 |
| 2    | 1995–1996 | prof. dr hab. Franciszek Marek    | Historyk, Pedagog, specjalizujący się w historii literatury i historii oświaty |
| 3    | 1996–2002 | prof. dr hab. Stanisław Nicieja   | Historyk i historyk sztuki, specjalizujący się w historii XIX i XX w.          |
| 4    | 2002–2005 | prof. dr hab. Józef Musielok      | Fizyk atomowy, specjalizujący się w spektroskopii plazmy                       |
| 5    | 2005–2008 | prof. dr hab. Stanisław Nicieja   | Historyk i historyk sztuki, specjalizujący się w historii XIX i XX w.          |
| 6    | 2008–2012 | prof. dr hab. inż. Krystyna Czaja | Chemik, specjalizujący się w technologii polimerów                             |
| 7    | 2012–2016 | prof. dr hab. Stanisław Nicieja   | Historyk i historyk sztuki, specjalizujący się w historii XIX i XX w.          |
| 8    | 2016-2024 | prof. dr hab. Marek Masnyk        | Historyk, specjalizujący się w historii najnowszej i Śląska.                   |
| 9    | od 2024   | prof. dr hab. Jacek Lipok         | Chemik, specjalizujący się w agronomii i chemii ekologicznej                   |